# Bafut (Sprache)
Bafut (Eigenbezeichnung Fut) ist eine östliche Graslandsprache innerhalb der bantoiden Sprachen, die mit der Sprache Bamun verwandt ist.
Bafut und die anderen bantoiden Sprachen zählen zur Niger-Kongo-Sprachfamilie. Die orale Tradition der Sprache zeichnet die dynastischen Wurzeln bis zu den Ndobo- oder Tikari-Arealen. Sie wird vom Volk der Bafut-Subdivision gesprochen, Tuba, im Département Mezam und in Metchum in der Nordwest-Region.
Die Bafut-Sprache war die Amtssprache des Königreichs Bafut. Sie wurde von ihrem Sprecher Joseph Mfonyam im Jahre 1982 verschriftlicht und ist somit in SIL International aufgelistet. Seitdem wurde einige Literatur in Bafut übersetzt, vor allem das Neue Testament im Jahre 2000.